# Blue Berry Hill, Texas
Blue Berry Hill là một nơi ấn định cho điều tra dân số (CDP) thuộc quận Bee, tiểu bang Texas, Hoa Kỳ. Năm 2010, dân số của nơi này là 866 người.

## Dân số
- Dân số năm 2000: 982 người.
- Dân số năm 2010: 866 người.